# Harald Hasselbach
Harald Hasselbach (Amsterdam, 22 september 1967 – Parker (Colorado), 23 november 2023) was een Nederlandse American-footballspeler. Hij speelde voornamelijk als defensive end. Met de Denver Broncos won hij in 1998 en 1999 de Super Bowl.

## Levensloop
Hasselbach was de zoon van een Nederlandse vader en een Surinaamse moeder. Het werk van zijn vader, die landbouwkundig ingenieur was, zorgde ervoor dat hij in verschillende landen opgroeide. Hasselbach was in zijn jeugd woonachtig in Nederland, Suriname, Kenia, Indonesië en Canada. Hij beoefende verschillende sporten, zoals voetbal, atletiek, zwemmen, cricket en hockey. Tijdens zijn middelbareschooltijd in het Canadese Tsawwassen, een voorstad van Vancouver, kwam hij in aanraking met American football. Zijn talent werd al snel opgemerkt door diverse scouts. Hij werd uitgenodigd voor het team van de staat Brits-Columbia en kreeg een beurs om te gaan studeren aan de Universiteit van Washington in Seattle, waar hij werd opgenomen in het universiteitsteam Washington Huskies.
In 1990 tekende Hasselbach zijn eerste profcontract bij de Canadese Calgary Stampeders. In 1992 won hij met dit team de Grey Cup, het kampioenschap van de Canadian Football League. Vanaf 1994 kwam hij uit voor de Denver Broncos in de American Football Conference, waar hij een contract voor zes jaar met een salaris van zeven miljoen dollar had getekend. Met de Broncos won Hasselbach in 1998 de 32e Super Bowl door met 31-24 van de Green Bay Packers te winnen en in 1999 de 33e Super Bowl, door de Atlanta Falcons met 34-19 te verslaan. Hij had rugnummer 96. Zijn bijnaam was Tarzan.
Hasselbach verloor in 2001 zijn plek in het team van de Broncos. Hij was enkele wedstrijden op proef bij de Green Bay Packers, maar wist geen contract af te dwingen en beëindigde zijn loopbaan. Hij werd vervolgens zakenman en ontwikkelaar van websites.

## Persoonlijk
Met zijn Amerikaanse vrouw en vier kinderen woonde Hasselbach in Parker, een voorstad van Denver. Hij was een broer van de in 2008 verongelukte Nederlandse televisiepresentator Ernst-Paul Hasselbach.
Hasselbach overleed in november 2023 op 56-jarige leeftijd aan de gevolgen van darmkanker.